# Burmavianaida
Burmavianaida is een geslacht van wantsen uit de familie van de Tingidae (Netwantsen). Het geslacht werd voor het eerst wetenschappelijk beschreven door Souma, Yamamoto & Takahashi in 2021.

## Soorten
Het genus bevat de volgende soort:

- Burmavianaida anomalocapitata Souma, Yamamoto & Takahashi, 2021